# Salouël
Salouël là một xã ở tỉnh Somme, vùng Hauts-de-France, Pháp.

## Địa lý
Thị trấn này có cự ly khoảng 3 dặm Anh về phía tây nam của Amiens, giữa đường N29, đường D608 và là ngoại ô là một Amiens.

## Dân số
| 1962                                                  | 1968 | 1975 | 1982 | 1990 | 1999 | 2006 |
| ----------------------------------------------------- | ---- | ---- | ---- | ---- | ---- | ---- |
| 1193                                                  | 2004 | 2788 | 3061 | 3679 | 4162 | 4258 |
| Số liệu dân số từ năm 1962, dân số không tính hai lần |      |      |      |      |      |      |